# Рынок Траяна
Рынок Траяна — руины торговых зданий на форуме Траяна в Риме.
Пятиэтажный торговый комплекс был построен в 100—112 годах Аполлодором Дамасским в виде террас на склоне холма. В нём находились около 150 лавок, таверны, закусочные, а также пункты бесплатной раздачи продуктов населению. Каждая лавка имела выход (vitrina) на улицу. В лавках продавались специи, фрукты, вино, оливковое масло, рыба, шёлк и другие товары с Востока. Посреди рынка располагалась Via Biberatica — улица, названная по находившимся на ней харчевням.
Рынок Траяна интересен своей архитектурной конструкцией с применением бетона и кирпича: основу стены составляла смесь из бетона с камнями, что позволило увеличить высоту сооружения до пяти этажей; стены были облицованы кирпичом. Рынок был отделён от форума Траяна противопожарной стеной.
В Средние века комплекс был достроен отдельными сооружениями, включая башню Милиции (ок. 1200), и жилыми зданиями, которые были снесены в 1924 году. Интенсивные раскопки рынка велись при Муссолини (1930-33).
В XXI веке останки рынка музеефицированы. В музейной экспозиции представлены фрагменты мраморного убранства других утраченных сооружений форума Траяна, обнаруженные в ходе раскопок 1930-х гг.

## Галерея

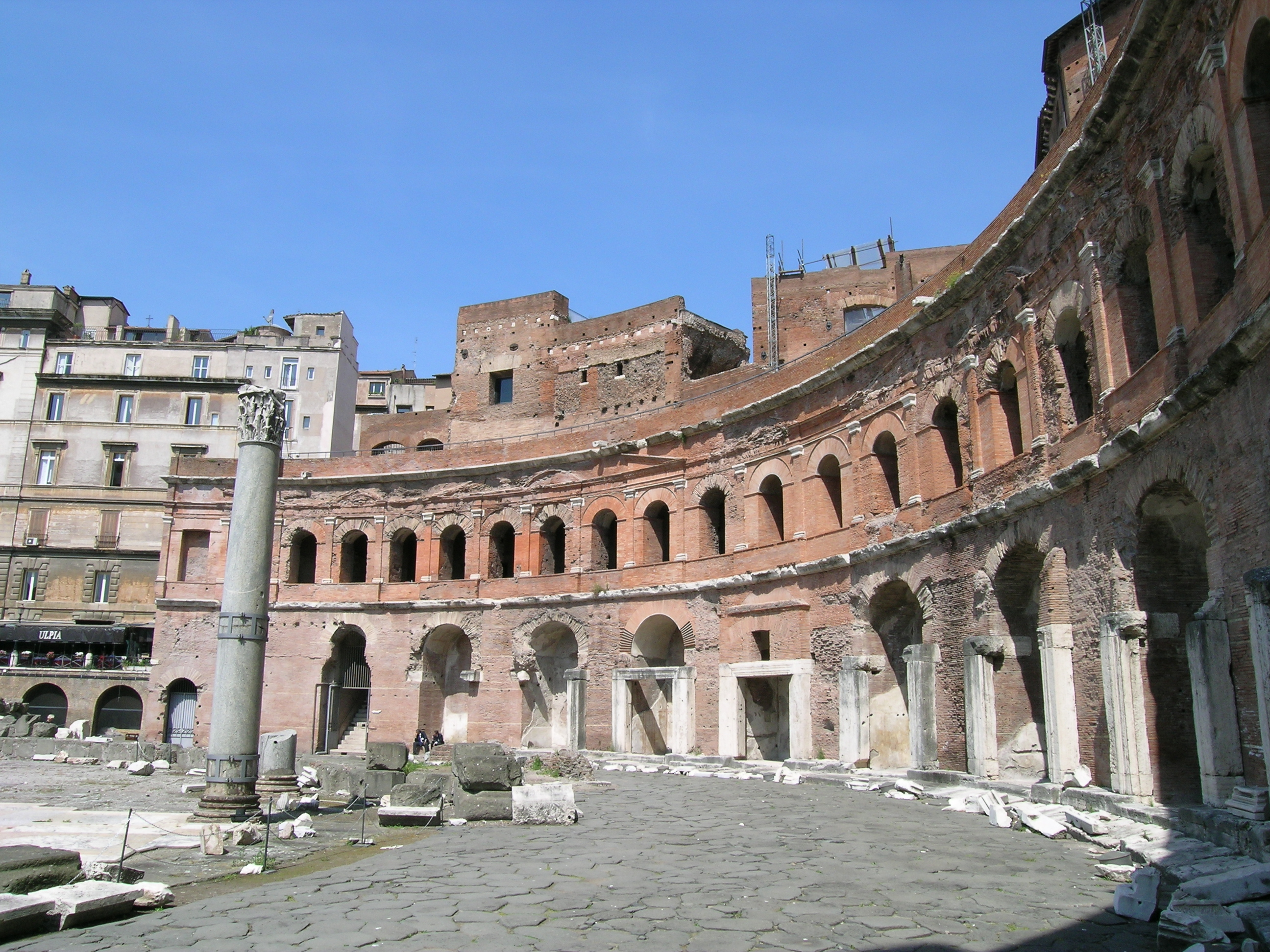
Рынок Траяна, 2006 г.
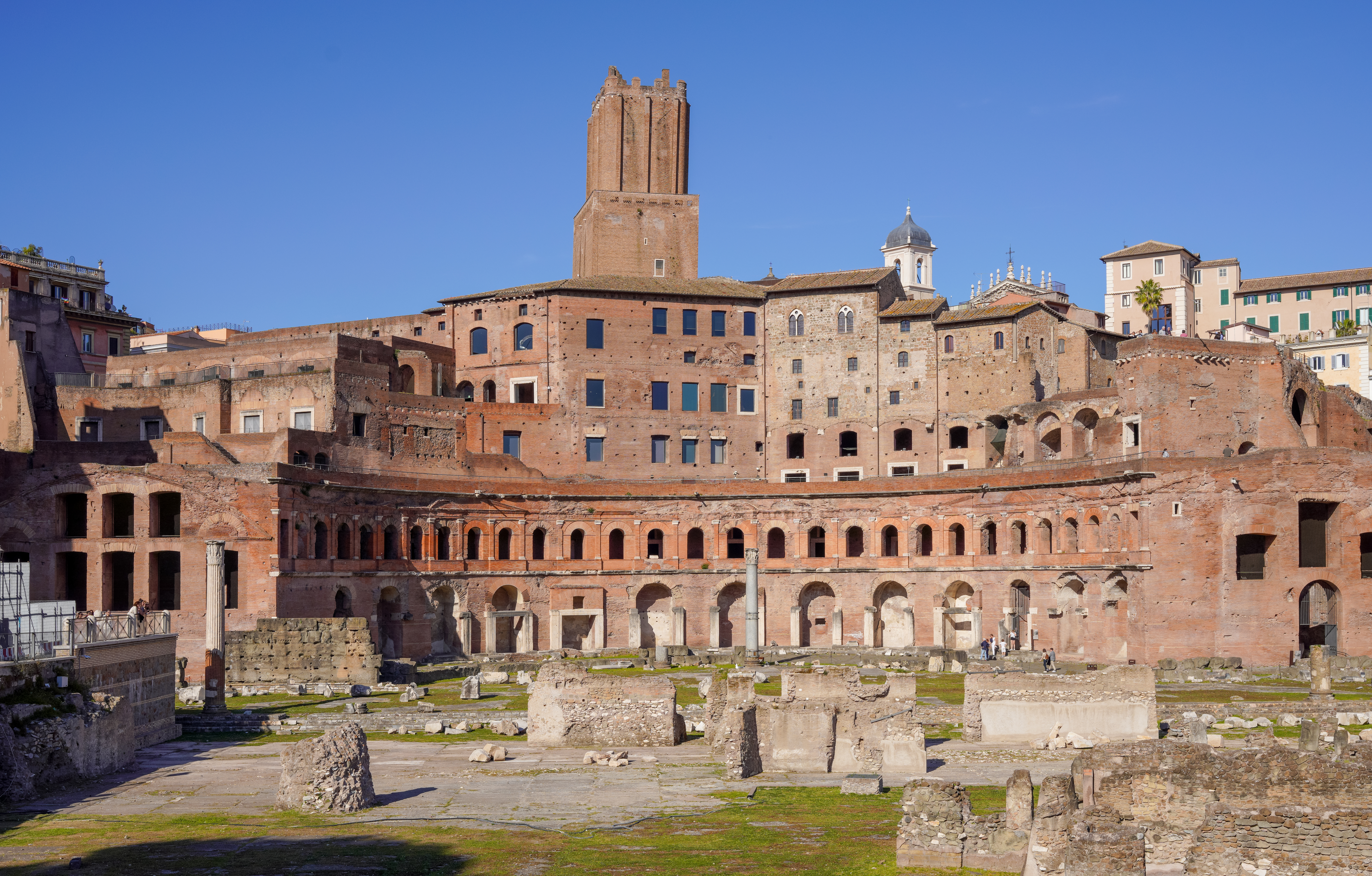
Рынок Траяна, Рим.

Рынок Траяна